# Vierst

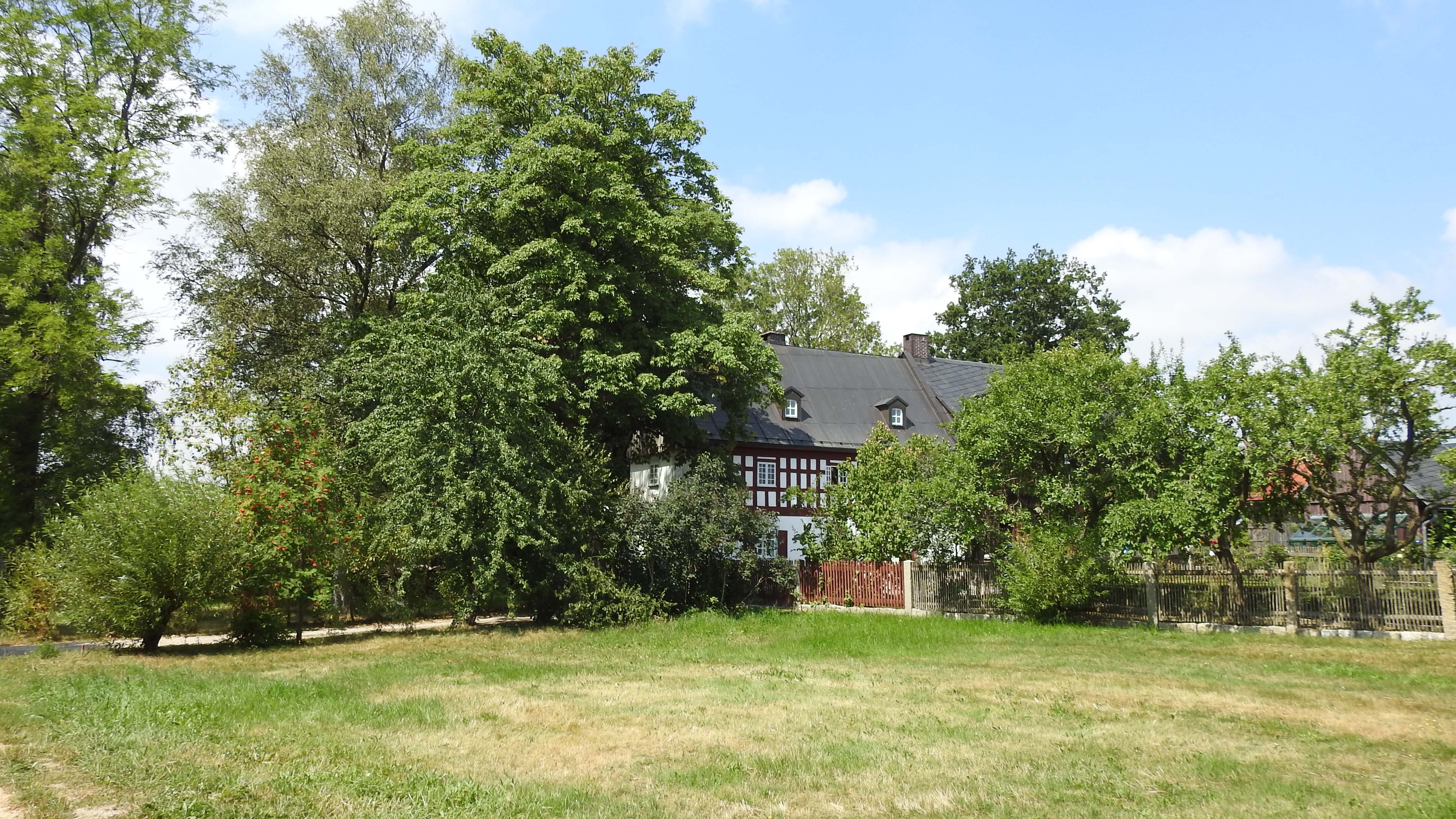
Wohnstallhaus mit Fachwerk in Vierst

Vierst  ist ein Gemeindeteil der Gemeinde Tröstau  im Landkreis Wunsiedel im Fichtelgebirge (Oberfranken, Bayern). Der Ort wurde 1421 erstmals urkundlich erwähnt und grenzt westlich an das Zeitelmoos.

## Lage
Der Weiler liegt etwa 5 km nördlich des Tröstauer und gut 4 km südwestlich des Röslauer Ortszentrums auf 653 m ü. NHN. Der nächstgrößere Ortsteil Vordorf liegt ca. 1 km in südwestlicher Richtung. Kühlgrün ist der nächste Gemeindeteil in südöstlicher Richtung.